# Vinařice u Loun
Vinařice (deutsch: Winarschitz, früher: Winarzitz) ist eine Gemeinde in Tschechien. Sie liegt elf Kilometer südlich von Louny und gehört zum Okres Louny.

## Geographie

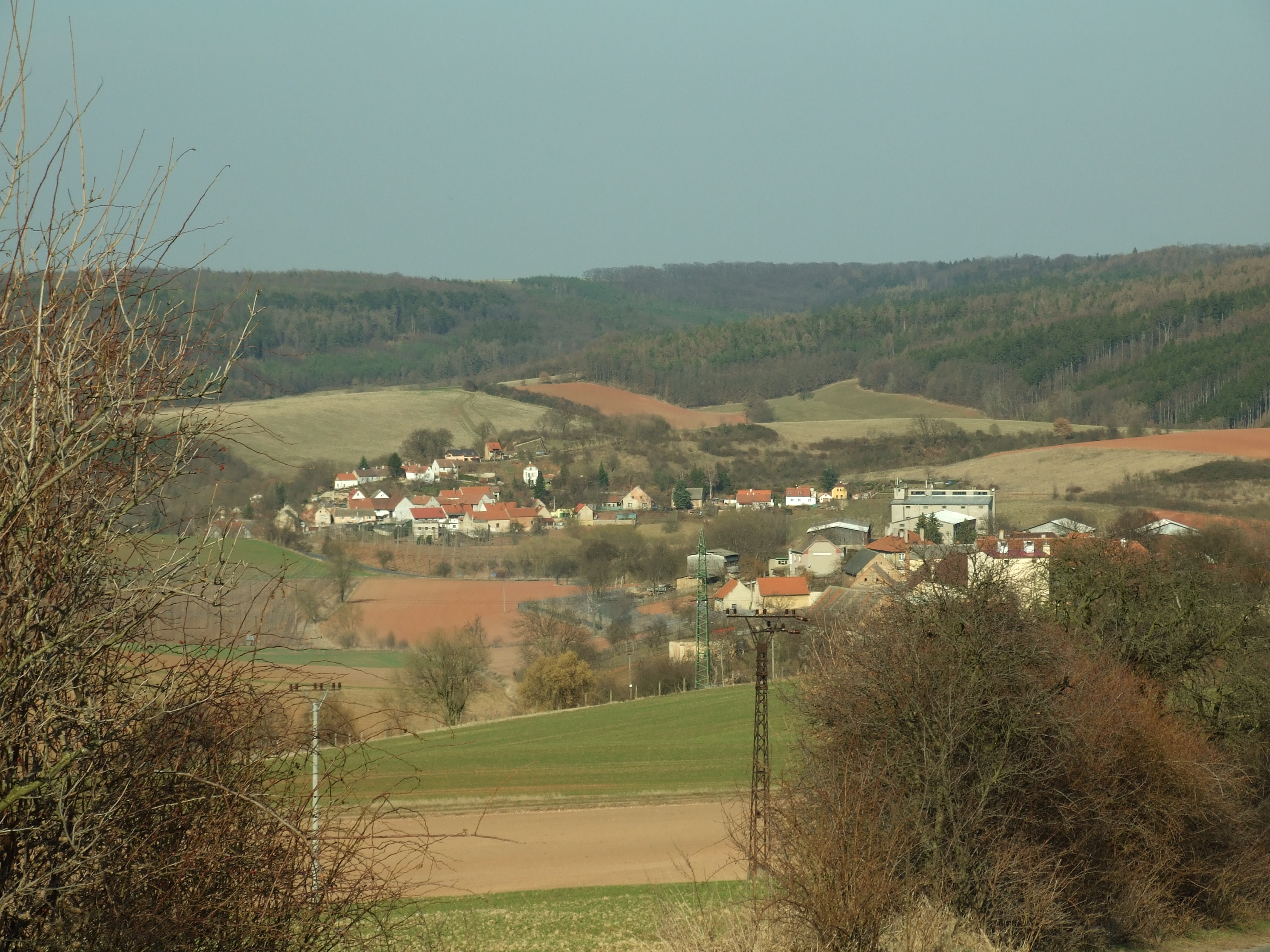
Blick von Smilovice auf Kozojedy und Vinařice

Vinařice befindet sich am linken Ufer des Baches Smolnický potok bzw. Pochválovský potok (Winarschitzer Bach) in einem Kessel im Norden des Hügellandes Džbán. Das Dorf liegt auf dem Gebiet des Naturreservates Džbán. Nördlich erhebt sich die Komora (401 m), östlich der Štít (445 m), südlich der Dřevíč (464 m) und nordwestlich die Lavička (407 m).
Nachbarorte sind Divice, Průhon, Pochvalov, Solostrý und Nová Ves im Norden, Hříškov, Hvížďalka, Panenský Týnec und Žerotín im Nordosten, Zichovecká Myslivna, Hořešovičky, Samotín, Zichovec, Smradovna und Bílichov im Osten, Líský, Pozdeň, Hřešice, Milý, Bor, Stráň und Bdín im Südosten, Přerubenice, Dučice, Dřevíč und Kozojedy im Süden, Třeboc, Dolní Ročov und Horní Ročov im Südwesten, Úlovice im Westen sowie Břínkov, Kocanda und Senkov im Nordwesten.

## Geschichte
Archäologische Funde belegen eine Besiedlung der Gegend seit der Bronzezeit. Im Frühmittelalter gehörte die Region Podlesí zum Herrschaftsbereich der slawischen Burg Dřevíč.

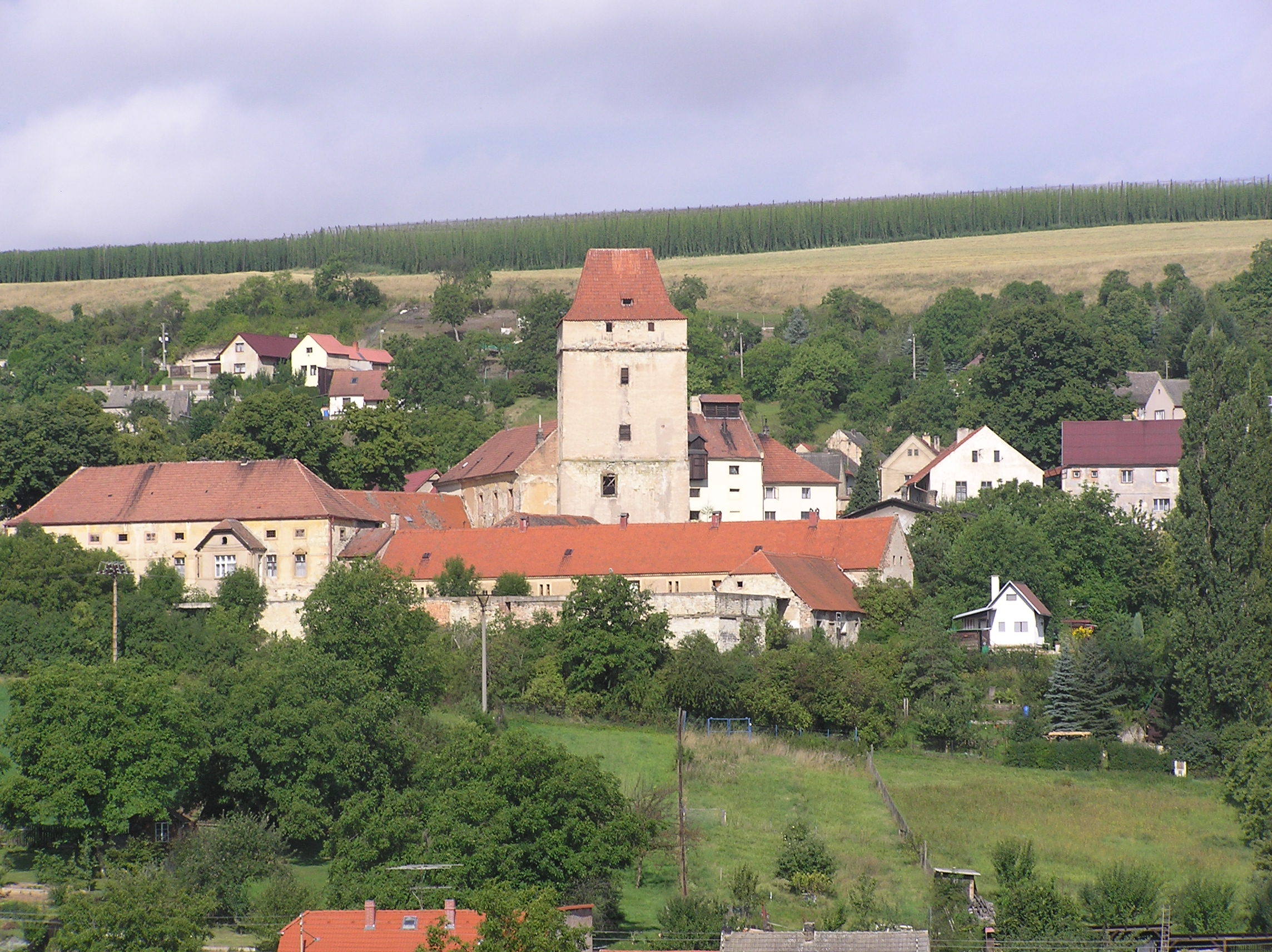
Feste Divice

Die erste urkundliche Erwähnung von Wineriz erfolgte im Jahre 1238 als Sitz des Vladiken Johann de Wineriz. Um 1319 gehörte das Gut Wenzel von Dubá und Vinařice; ihm folgte Bičan von Vinařice, der sich mit den benachbarten Herren zahlreiche Händel und Fehden lieferte. Dabei wurde auch die Burg Vinařice erwähnt; ob sie unter Bičan oder bereits durch Wenzel von Dubá erbaut wurde, ist nicht bekannt. Seit 1356 ist die Pfarrkirche nachweisbar. Zwischen 1357 und 1386 war Vinařice Sitz des Friedrich Podmokelsky von Prostiborz, danach bis 1422 seines gleichnamigen Sohnes. Dessen Söhne Parsifal und Alexander Podmokelsky kämpften während der Hussitenkriege auf Seiten der Katholiken und wurden durch König Sigismund mit weiteren Gütern belohnt. Die Pfarrei erlosch in dieser Zeit. Alexander Podmokelsky von Prostiborz wurde 1460 letztmals erwähnt. Zwischen 1470 und 1488 gehörte das Gut Vinařice Jeník von Divice. Nachfolgende Besitzer waren bis etwa 1503 Jan von Klinštejn und danach dessen Söhne Jindřich († nach 1505) und Jan († vor 1519). Danach erwarb Diepolt Popel von Lobkowitz auf Bilin Vinařice und kaufte 1523 noch die Herrschaft Pravda hinzu. Er vereinigte Vinařice mit dem Gut Divice und machte die Feste Divice zum Sitz der Herrschaft. Die Burg Vinařice überließ er dem Verfall. Die Popel von Lobkowitz verkauften das Gut Divice 1586 an die Herren Trčka von Lípa. Diese veräußerten es 1601 an Christoph von Lobkowitz.
Die Herren von Lobkowitz hielten das Gut bis 1656. Zu den nachfolgenden Besitzern gehörte der Feldmarschallleutnant Jan van der Croon (Jan de la Cron), welcher 1664 die Witwe Margarethe Blandina von Schützen auf Zittolieb heiratete. Sie kaufte 1681 die Herrschaft Diwitz mit den Dörfern Winařitz, Solopisk, Kozeged, Ober-Rotschow, Markwaretz, Konotop und Třebotz auf und vereinigte sie mit Zittolieb. Nach Margarethe Blandinas Tod übernahm 1687 ihr Sohn Ernst Gottfried Schütz von Leipoldsheim († 1715) die Verwaltung des Familienbesitzes. Dessen Sohn und Alleinerbe Ernst Jaroslaw überlebte seinen Vater jedoch nur um fünf Jahre; mit ihm erlosch zugleich das Geschlecht der Schütz von Leipoldsheim. Als Erben für die Herrschaft Zittolieb und Diwitz hatte er seinen Jugendfreund, den Hauptmann des Leitmeritzer Kreises Karl Daniel Pachta von Rayhofen († 1729) eingesetzt. Dieser ließ 1724 in Winařitz wieder einen Pfarrer einsetzen und sorgte für dessen Dotation. Nachfolgender Besitzer war dessen Neffe Ernst Karl Pachta (1718–1803) ein, der bis zur Volljährigkeit unter der Vormundschaft seines Vaters Johann Joachim Pachta stand. Dieser wurde als Hauptmann des Bunzlauer Kreises während des Österreichischen Erbfolgekrieges von der französischen Armee als Geisel genommen und verstarb am 26. Oktober 1742 während der Belagerung von Prag infolge der schlechten Haftbedingungen. Im selben Jahre erreichte Ernst Karl Pachta von Rayhofen die Volljährigkeit. Im Juli 1797 verkaufte Ernst Karl Pachta die Herrschaft Zittolieb mit Diwitz an Jakob Wimmer von Wimmersberg, der sie am 6. Februar 1803 an Joseph II. zu Schwarzenberg veräußerte. 1833 erbte Johann Adolf II. zu Schwarzenberg den Besitz.

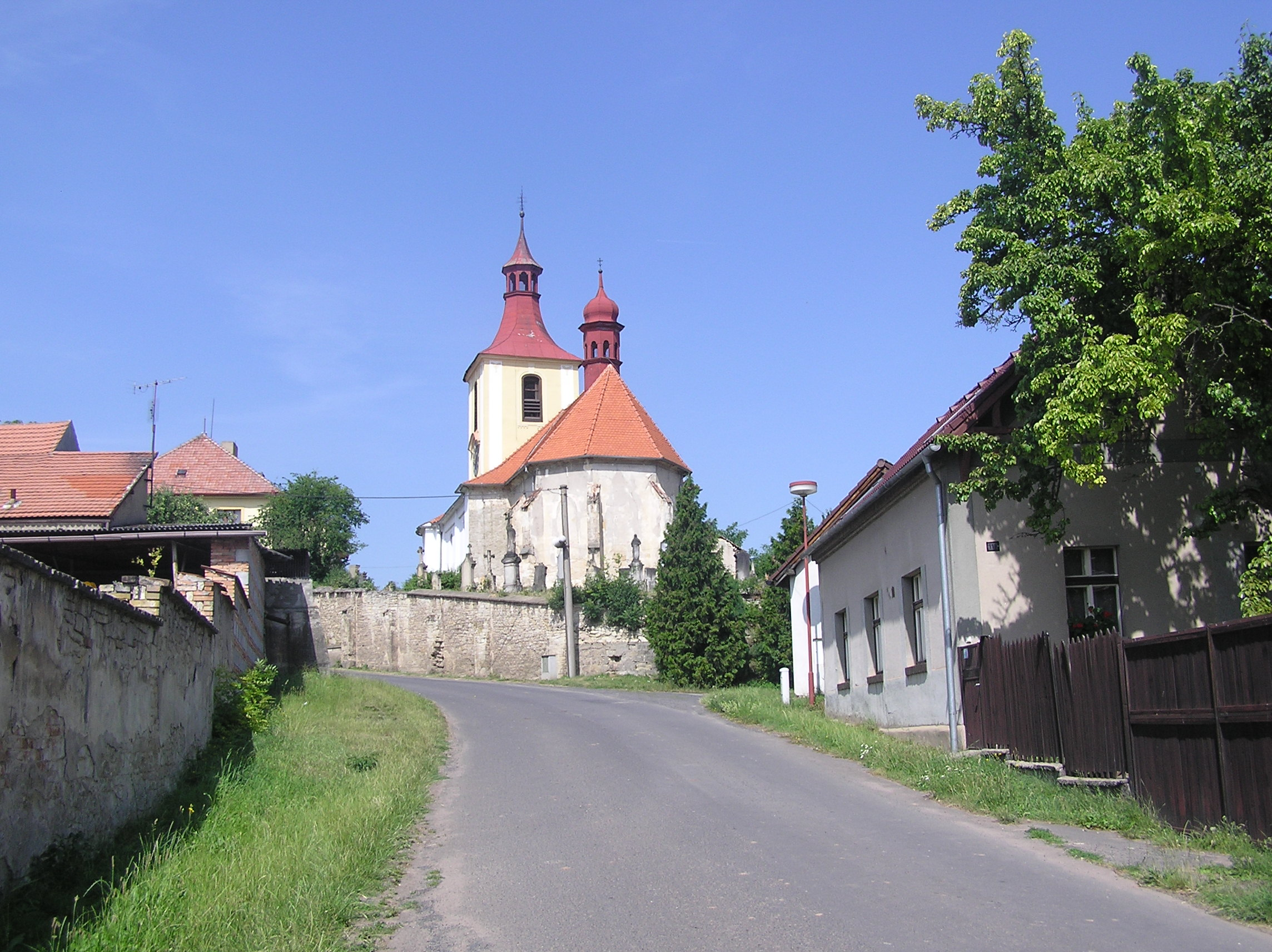
Kirche des hl. Ägidius

Im Jahre 1844 bestand Winařitz, auch Winořec genannt, aus 40 Häusern mit 323 Einwohnern, darunter einer jüdischen Familie. Unter dem Patronat der Obrigkeit standen westlich über dem Dorf die auf einer Anhöhe gelegene Pfarrkirche des hl. Ägidius mit Pfarrhaus sowie die Schule im Ortszentrum. Außerdem gab es im Dorf eine Mühle und ein Wirtshaus. Winařitz war Pfarrort für Diwitz (Divice), Ernestdorf (Hvížďalka), Kozeged, Brinkow (Břínkov) sowie Alt- und Neu-Smilowitz. Oberhalb des Dorfes lagen schwache Reste des Stammsitzes der Herren von Winořec. Die Haupterwerbsquelle bildete der Hopfenbau. Bis zur Mitte des 19. Jahrhunderts blieb Winařitz der Allodialherrschaft Zitolib samt dem Gut Domauschitz untertänig.
Nach der Aufhebung der Patrimonialherrschaften bildete Vinařice/Winařitz ab 1850 mit den Ortsteilen Divice und Kozojedy eine politische Gemeinde im Bezirk und Gerichtsbezirk Laun. Divice und Kozojedy wurden in den 1880er Jahren eigenständig. Divice ist seit 1961 wieder nach Vinařice eingemeindet.
Vinařice ist heute ein Hopfenbauort.

## Gemeindegliederung
Die Gemeinde Vinařice besteht aus den Ortsteilen Divice (Diwitz) und Vinařice (Winarschitz). Das Gemeindegebiet gliedert sich in die Katastralbezirke Divice und Vinařice u Loun. Zu Vinařice gehören außerdem die Einschichten Pochvalov (Pochwalow), Průhon (Pruhon) und Solostrý (Solostwy).

## Sehenswürdigkeiten

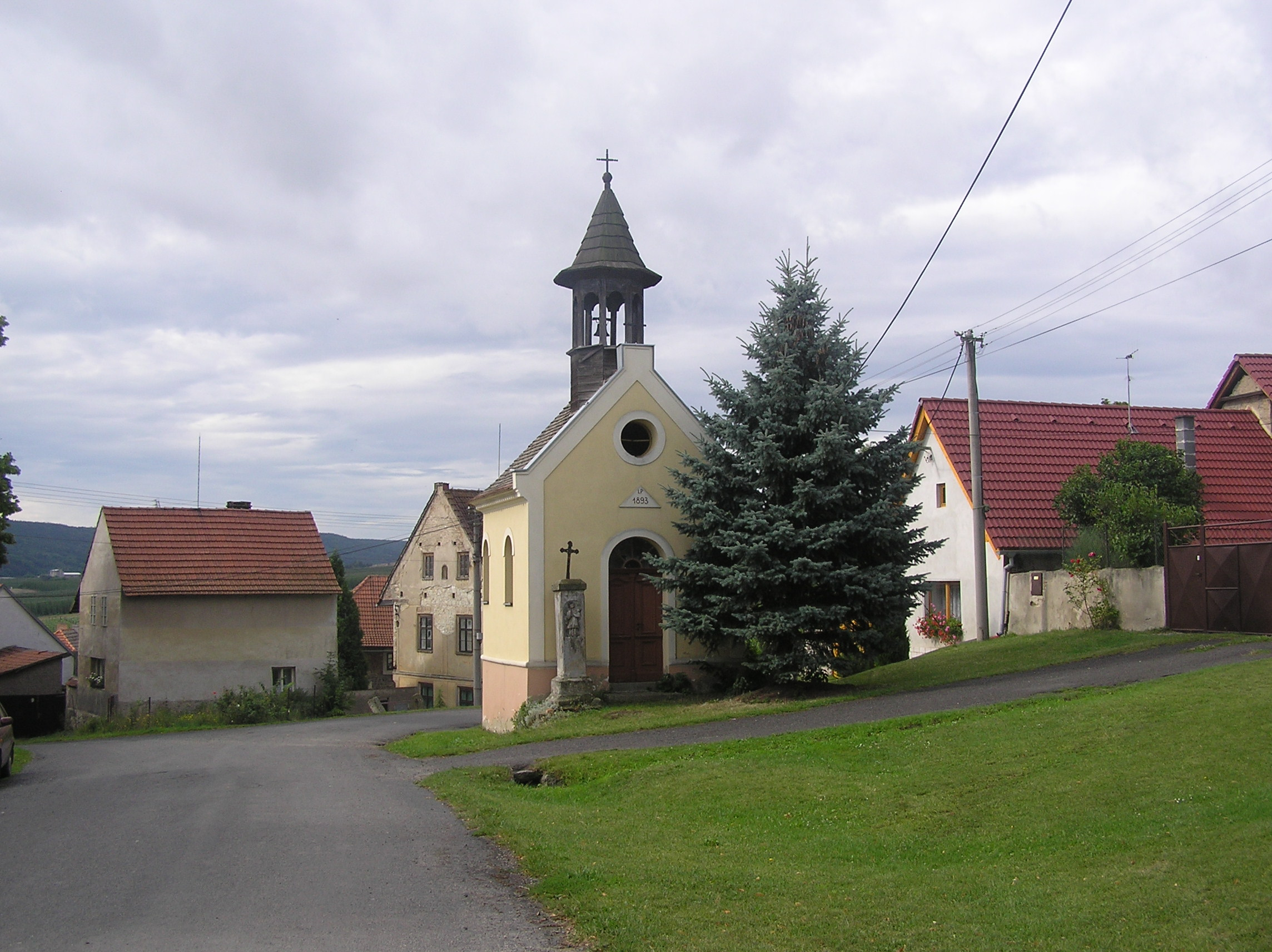
Kapelle der hl. Anna

- Kirche des hl. Ägidius, seit 1356 als Pfarrkirche nachweislich. Zwischen 1746 und 1751 erfolgte der Anbau des barocken Kirchenschiffes und Turmes. Der älteste Teil des Bauwerkes ist das gotische Presbyterium. Die große Glocke Houda ist nach ihrem Stifter Georg Hauda aus Kozoged benannt, der sie nach einem Schatzfund an der Burg Dřevíč stiftete.
- Burgstall Vinařice auf einem Sporn südöstlich über dem Dorf. Die zu Beginn des 14. Jahrhunderts für Wenzel von Dubá und Vinařice oder seinen Nachfolger Bičan von Vinařice errichtete gotische Burg wurde im 16. Jahrhundert unter den Herren Popel von Lobkowitz nach der Verlegung des Herrschaftssitzes auf die Feste Divice aufgegeben. Im Jahre 1586 wurde sie als wüst bezeichnet. Bis ins 19. Jahrhundert waren Teile der Keller erhalten. Heute sind am Platz Na zámku nur noch spärliche Reste der Befestigung erkennbar.
- Statue des hl. Johannes von Nepomuk, geschaffen 1725
- Nationales Naturreservat Malý a Velký štít, der Plänerhang Velký štít am Štít mit Populationen der Immergrünen Beerentraube und der Buschblättrigen Kreuzblume wurde 1989 zusammen mit dem Malý štít bei Kozojedy unter Schutz gestellt.
- Schloss Divice
- Kapelle der hl. Anna in Divice

## Söhne und Töchter der Gemeinde
- Jan Nepomuk Vent (Johann Wendt) (1745–1801), böhmischer Komponist, Hornist und Oboist, geboren in Divice